# Мужчины в феминизме

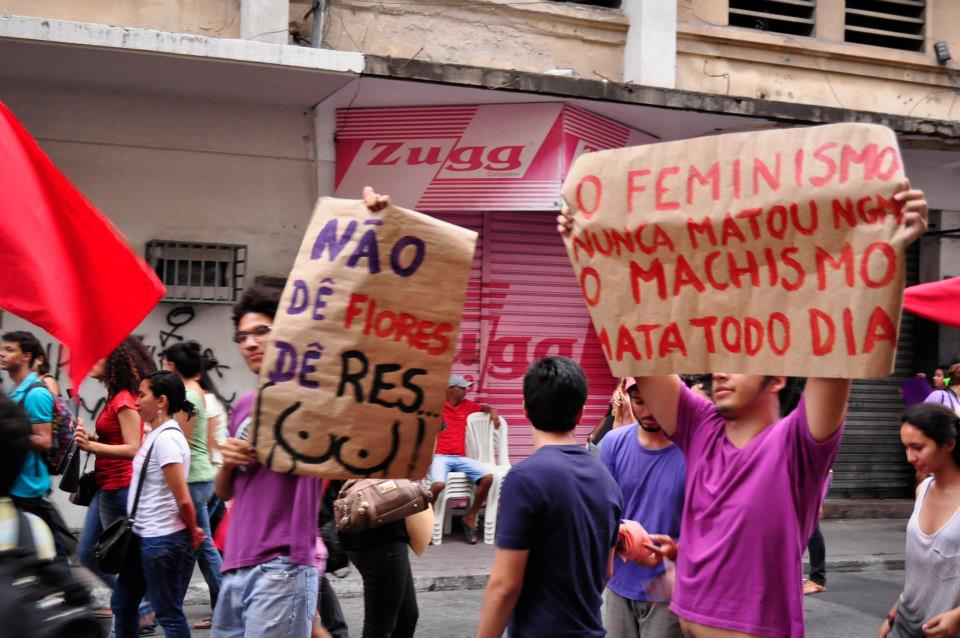
Мужчины участвуют в марше в честь Международного женского дня в Бразилии, 2013 год. Плакаты гласят: «Не дарите цветы, дарите уважение» и «Феминизм никогда не убивал, мачизм убивает каждый день»

Начиная с XIX века мужчины принимали активное участие в значительной культурной и политической реакции на феминизм в рамках каждой «волны» этого движения. Это включает в себя стремление установить равные возможности для женщин в ряде социальных отношений, что обычно делается путём «стратегического использования» мужских привилегий. Однако мужчины-феминисты, наряду с такими писательницами, как белл хукс, утверждают, что освобождение мужчин от социокультурных ограничений сексизма и гендерных ролей является необходимой частью феминистского активизма и научной деятельности.

## История
На протяжении XVII и XVIII веков большинство авторов-феминистов были выходцами из Франции, в том числе Франсуа Пулен де Ла Барр, Дени Дидро, Поль-Анри Тири Гольбах и Шарль Луи де Монтескьё. Монтескьё ввёл женских персонажей, таких как Роксана в «Персидских письмах», которые подрывали патриархальные системы и представляли его аргументы против деспотизма. В XVIII веке философов-мужчин привлекали вопросы прав человека, а такие люди, как Маркиз де Кондорсе, выступали за женское образование. Либералы, такие как утилитарист Джереми Бентам, требовали равных прав для женщин во всех смыслах, поскольку люди всё больше убеждались, что с женщинами несправедливо обращаются по закону.
В XIX веке также появлялось осознание борьбы женщин. Британский историк права сэр Генри Мейн в своей книге «Древнее право» подверг критике неизбежность патриархата. В 1866 году Джон Стюарт Милль, автор книги «Подчинение женщин», представил петицию женщин в британский парламент и поддержал поправку о реформе 1867 года. Хотя его усилия были сосредоточены на проблемах замужних женщин, это было признанием того, что брак для женщин викторианской эпохи предполагал жертву свободой, правами и собственностью. Его участие в женском движении было обусловлено давней дружбой с Гарриет Тейлор, на которой он в итоге женился.
Паркер Пиллсбери и другие аболиционисты придерживались феминистских взглядов и открыто называли себя феминистками, используя своё влияние для продвижения прав женщин. Пиллсбери помогал составлять устав феминистской Американской ассоциации равных прав в 1865 году и был вице-президентом Ассоциации женщин-суфражисток Нью-Гэмпшира. В 1868 и 1869 годах Паркер вместе с Элизабет Кэди Стэнтон редактировала журнал «Революция».
В 1840 году женщинам было отказано в праве участвовать во Всемирном конвенте против рабства в Лондоне. Сторонники женщин утверждали, что лицемерно запрещать женщинам и мужчинам сидеть вместе на этом съезде, чтобы покончить с рабством; они приводили аналогичные аргументы сегрегационистов в США, которые использовались для разделения белых и чёрных. Когда женщинам отказали в участии в заседаниях, аболиционисты Уильям Ллойд Гаррисон, Чарльз Ленокс Ремонд, Натаниэль Пибоди Роджерс и Генри Стэнтон решили молча сидеть вместе с женщинами.
Американский социолог Майкл Киммел разделил реакцию американских мужчин на феминизм на рубеже двадцатого века на три категории: профеминистскую, маскулинную и антифеминистскую. Мужчины-профеминисты, полагая, что изменения пойдут на пользу и мужчинам, в целом приветствовали расширение участия женщин в общественной сфере и изменения в разделении труда в доме антифеминисты, напротив, выступали против избирательного права и участия женщин в общественной жизни, поддерживая традиционную патриархальную модель семьи. Маскулинистское движение характеризовалось мужскими группами и развивалось как косвенная реакция на предполагаемую феминизацию мужественности.

## Мужчины-феминисты и профеминизм
В феминистском движении существуют разногласия по поводу того, могут ли мужчины считаться феминистами. Феминистки, исключающие мужчин, считают, что мужчины не могут быть настоящими феминистами, потому что у них нет опыта жизни в качестве женщины, например, они не сталкиваются с дискриминацией и стереотипами, с которыми сталкиваются женщины. Они также считают, что мужчины в движении могут иметь скрытые мотивы или быть неискренними.
Как утверждает феминистская писательница Шира Таррант, многие мужчины участвовали в феминистских движениях на протяжении всей истории. Сегодня такие учёные, как Майкл Флад, Майкл Месснер и Майкл Киммел, занимаются изучением мужчин и профеминизмом.
Некоторые феминистки, как Симона де Бовуар в своём основополагающем тексте «Второй пол», утверждают, что мужчины не могут быть феминистами из-за внутренних различий между полами. Этой точки зрения придерживаются феминистки-сепаратистки, утверждая, что только полностью отвергая мужскую точку зрения, феминизм позволит женщинам определять себя на своих собственных условиях. Некоторые авторы считают, что мужчины не испытывают того же угнетения, что и женщины, и поэтому не могут понять женский опыт, а значит, не могут внести конструктивный вклад в феминистские движения или концепции.

### Профеминистская кампания
Существует движение женской солидарности ООН за гендерное равенство, которое призывает мужчин стать равноправными партнёрами женщин. Кампания HeForShe направлена на то, чтобы каждый внёс свою лепту в переосмысление общества через гендерное равенство. С момента запуска кампании HeForShe в 2014 году послы ООН-Женщины вместе с Эммой Уотсон и тысячи мужчин по всему миру привержены цели гендерного равенства.

## Опросы
В 2001 году опрос Джорджа Гэллапа показал, что 20 % американских мужчин считают себя феминистами, а 75 % — нет. Опрос CBS в 2005 году показал, что 24% мужчин в США считают термин «феминистка» оскорблением. Четверо из пяти мужчин отказались назвать себя феминистками, но когда было дано конкретное определение, это число сократилось до двух из пяти. По сравнению с опросами, проведёнными в 1983 и 1999 годах, всё больше мужчин заявили, что феминизм улучшил их жизнь: беспрецедентное, но незначительное большинство в 47% согласилось с этим. 60% считают, что женское движение больше не нужно. Однако опрос YouGov, проведённый в Великобритании в 2010 году, показал, что только 16% мужчин назвали себя феминистами, 54% заявили, что не являются ими, а 8% заявили, что являются антифеминистами.

## Современные исследования
В 2001 году исследование восприятия феминизма мужчинами показало наличие бинарных рассуждений. Исследователи обнаружили, что участники выделяют два жанра феминизма и два типа феминисток, и назвали это бинарным «Джекил и Хайд». Участники классифицировали феминизм и феминисток как «хороших» или «чудовищных». В 2016 году исследование было повторено новой группой исследователей, которые обнаружили, что бинарность сохраняется, как «неразумный феминизм» и «справедливый феминизм».